# Kamen Rider 1
Kamen Rider 1 (仮面ライダー１号 Kamen Raidā Ichigō) là một nhân vật tokusatsu hư cấu. Anh xuất hiện lần đầu tiên trong series Kamen Rider, phần đầu tiên trong dòng phim Kamen Rider nổi tiếng. Là nhân vật chính trung tâm trong phim, Kamen Rider 1 là một siêu anh hùng cưỡi môtô có thiết kế châu chấu. Một trong những nhân vật nổi tiếng và tiêu biểu nhất trong ngành giải trí ở Nhật Bản, Kamen Rider 1 gần như đã trở thành biểu tượng cho chính dòng phim.
Nhân dạng thực sự của nhân vật này trước khi biến hình là Hongo Takeshi (本郷 猛 (Bản Hương Mạnh) Hongō Takeshi), một sinh viên khoa sinh hóa. Anh sinh vào ngày 15 tháng 8 năm 1948, và là một người cực kỳ thông minh với IQ 600. Takeshi sau đó nhập học tại đại học Jounan và có sở thích lái môtô.
Trong series gốc, anh được thủ vai bởi Fujioka Hiroshi, người đồng thời cũng thực hiện hầu hết các cảnh nguy hiểm. Do một tai nạn môtô trong khi quay tập 9 và 10, anh được thay thế bởi Rokuro Naya. Sau đó, anh do Masaya Kikawada thể hiện trong phim Kamen Rider The First và phần tiếp theo, Kamen Rider The Next. Trong phim Kamen Rider Decade: All Riders vs. Dai-Shocker, Kamen Rider × Kamen Rider Fourze & OOO: Movie War Mega Max, Kamen Rider × Super Sentai: Super Hero Taisen và Kamen Rider × Super Sentai × Space Sheriff: Super Hero Taisen Z, Rider 1 được lồng tiếng bởi Inada Tetsu. Kamen Rider 1 một lần nữa trở thành nhân vật chính, bên cạnh Kamen Rider Den-O, New Den-O và OOO, trong bộ phim kỉ niệm 40 năm OOO, Den-O, All Rider: Let's Go Kamen Rider, và do chính Fujioka thực hiện lồng tiếng.